# Microlophus duncanensis
Microlophus duncanensis är en ödleart som beskrevs av  Baur 1890. Microlophus duncanensis ingår i släktet Microlophus och familjen Tropiduridae. Inga underarter finns listade i Catalogue of Life.